# Storselet (Bodsjö socken, Jämtland)
Storselet är en sjö i Bräcke kommun i Jämtland och ingår i Ljungans huvudavrinningsområde. Sjön har en area på 0,0838 kvadratkilometer och ligger 307,8 meter över havet. Sjön avvattnas av vattendraget Bodsjöbyån.

## Delavrinningsområde
Storselet ingår i det delavrinningsområde (696738-145257) som SMHI kallar för Utloppet av Storselet. Medelhöjden är 328 meter över havet och ytan är 1,12 kvadratkilometer. Räknas de 27 avrinningsområdena uppströms in blir den ackumulerade arean 200,88 kvadratkilometer. Bodsjöbyån som avvattnar avrinningsområdet har biflödesordning 3, vilket innebär att vattnet flödar genom totalt 3 vattendrag innan det når havet efter 231 kilometer. Avrinningsområdet består mestadels av skog (87 procent). Avrinningsområdet har 0,08 kvadratkilometer vattenytor vilket ger det en sjöprocent på 7,3 procent.